# Sound Academy
A Sound Academy, também conhecida como Polson Pier ou The Docks, é uma casa de espetáculos localizada na cidade de Toronto, no Canadá, que suporta 3.230 pessoas.
A casa se localiza em um espaço que contém vários outros entretenimentos, como golfe, piscinas, e arenas de volleyball e futebol.